# 貝達喹啉
貝達喹啉（英語：Bedaquiline）以Sirturo的品牌銷售，是種用於治療活動性結核病的藥物。特別是它會與其他藥物一起用於治療多重抗藥性結核病（MDR-TB）。透過口服方式給藥。
用藥後常見的副作用有噁心、關節痛、頭痛和胸痛。嚴重的副作用則有藥物誘發QT間期延長、肝功能障礙和升高死亡風險。雖然尚未發現個體於懷孕期間使用會對胎兒造成危害，但也並未進行過充分研究。它是種二芳基喹啉抗分枝桿菌類藥物。作用是阻斷結核桿菌製造三磷酸腺苷（ATP）的能力。

## 醫療用途
貝達喹啉於2012年12月獲得美國食品藥物管理局（FDA）快速核准，限用於治療多重抗藥性結核病，及廣泛耐藥結核。
截至2013年，世界衛生組織（WHO）和美國疾病管制與預防中心（CDC）均建議（暫時性）於遭遇多重抗藥性結核病難以傳統藥物治療時，可改用貝達喹啉。

### 臨床試驗
貝達喹啉已在IIb期臨床試驗中進行治療多重抗藥性結核病的研究，而III期研究目前正在進行中。它已被證明可提高痰塗片檢驗陽性多重抗藥性結核病的治癒率，但也有人擔心使用後死亡率會增高。
也有小型研究，將其作為非結核分枝桿菌感染的挽救治療用途進行檢驗。
它是實驗性BPaMZ聯合治療（貝達喹啉 + 普托马尼 + 莫西沙星 + 吡嗪醯胺）其中之一成分。

## 副作用
於臨床研究中使用貝達喹啉最常見的副作用是噁心、關節痛、胸痛、頭痛。此藥物的標籤上還有黑框警告，標明會增加死亡和心律不整的風險（因它可能會透過阻斷hERG通道而延長QT間期）。每個服用貝達喹啉的人都應進行基線監測和重複作心電圖檢查。如果一個人的QT間期經校正後超過500毫秒（QTcF > 500 ms）或有明顯的室性心律不整，應停止使用貝達喹啉和其他會延長QT間期的藥物。
此藥物的批准存在相當大的爭議，因為在迄今為止最大規模的研究之一中，顯示接受貝達喹啉治療組患者的死亡人數多於接受安慰劑治療的。貝達喹啉組中的79名患者中有10例死亡，安慰劑組的81例患者中，有2例死亡。在貝達喹啉組中的10例死亡中，有1例是因機動車事故，5例被判斷為因潛在結核病進展所致，3例是患者停止接受貝達喹啉後很久才死亡。然而人們仍非常擔心接受貝達喹啉治療的患者有較高的死亡率，因此建議將其使用限制在當其他藥物治療無效，而改用四種藥物組合的治療方案（包含貝達喹啉），不得與其他延長QT間期的藥物共同使用，以及加上顯著的黑框警告。

## 藥物交互作用
貝達喹啉不應與其他會強效誘導或抑制CYP3A4（細胞色素P450 3A4酶，主要存在於肝臟和小腸）的藥物共同給藥。與利福平（強效CYP3A4誘導劑）共同給藥，會導致AUC降低52%，把身體對藥物的暴露及抗菌作用降低。與酮康唑（一種強效CYP3A4抑制劑）共同給藥會導致AUC增加22%，可能會升高不良反應的發生率。
由於貝達喹啉會延長QT間期，因此應避免同時使用其他會延長QT間期的藥物。其他可延長QT間期的結核病藥物有喹諾酮類藥物和氯法齊明。

## 作用機轉
貝達喹啉會阻斷分枝桿菌屬三磷酸腺苷合酶的質子幫浦。它是稱為二芳基喹啉的新一類藥物中的第一種，具有殺菌作用。三磷酸腺苷（ATP）是細胞產生能量所需，服用貝達喹啉後數小時內會導致ATP減少，而抑制分枝桿菌的生長。服用貝達喹啉幾天後才會誘導分枝桿菌細胞死亡，但藥物之後會維持殺菌的作用。

### 抗藥性
受貝達喹啉影響的三磷酸腺苷合酶的特定部分是經由基因atpE編碼的c亞基所造成。 如atpE發生突變，會產生抗藥性。病毒的流出幫浦發生突變也與抗藥性有關聯。

### 進行中的研究
經由體外實驗，顯示貝達喹啉也可能將惡性哺乳動物細胞粒線體的三磷酸腺苷合酶作為標靶，而可將惡性移轉降低。

## 歷史
貝達喹啉在歷經七年多的開發，於2004年在抗菌藥物和化療跨科學會議 (Interscience Conference on Antimicrobial Agents and Chemotherapy，簡稱ICAAC) 上首次受到描述。發現者是於楊森製藥服務的科恩·安德里斯（比利時籍）及其領導的團隊。
貝達喹啉於2012年在美國被批准（快速核准）用於醫療用途，是四十多年來第一個用於治療結核病的新藥。製造者是嬌生公司。

## 社會與文化
此種藥物的開發主要是美國公共部門曾投資4.55至7.47億美元，此金額被認為是藥物所有者Janssen Biotech（楊森的子公司） 投資額（估計為0.9至2.4億美元）的1.6倍至5.1倍。將所有投資資本化並進行風險調整，總開發成本將分別成為6.47至12.01億美元，及2.92至7.72億美元。
低收入國家患者使用六個月的費用估計約為900美元，中等收入國家患者使用相同時間的費用為3,000美元，高收入國家患者則須支付30,000美元。
世界衛生組織（WHO）於2016年將此藥物列入世界衛生組織基本藥物標準清單，而受到批評。
世界衛生組織結核病計畫主任指出楊森製藥將在四年內捐贈價值3,000萬美元（30,000個療程）的貝達喹啉。
印度專利局於2023年拒絕將貝達喹啉專利延長至2027年的請求。該專利原定於2023年7月到期，但嬌生公司的"專利延長策略"做法禁止貝達喹啉的通用名藥物在幾個結核病嚴重的國家內分銷。
世界衛生組織遏制結核病計畫與嬌生公司於2023年7月13日達成協議，允許遏制結核病夥伴關係的全球藥物機構為大多數低收入和中等收入國家生產生產貝達喹啉的通用名藥物。

## 外部連結
- . Drug Information Portal. U.S. National Library of Medicine.   [2024-03-11]. （原始内容存档于2022-12-06）.